# Ołeksandr Laszko
Ołeksandr Laszko, ukr. Олекса́ндр Па́влович Ляшко́ (ur. 17 grudnia?/30 grudnia 1915 we wsi Rodakowe w rejonie słowjanoserbskim w obwodzie ługańskim, zm. 9 października 2002 w Kijowie) – radziecki polityk, premier USRR od czerwca 1972 do lipca 1987.

## Życiorys
W latach 1931–1935 uczył się w technikum samochodowym. Później pracował jako zastępca kierownika, a następnie kierownik bazy samochodowej. Później był wykładowcą w szkole dla mechaników samochodowych.
W 1937 rozpoczął studia w Donieckim Instytucie Przemysłowym w specjalności metalurgia. W 1941 skierowany do 2 Charkowskiej Szkoły Czołgowej. Ukończył ją w 1942 i został w stopniu porucznika skierowany na front. Od 1945 pracował w Nowokramatorskiej Fabryce Budowy Maszyn.
W latach 1952–1954 był I sekretarzem komitetu miejskiego partii w Kramatorsku, od 1960 I sekretarzem donieckiego obwodowego komitetu partii. 1969-1972 przewodniczący Prezydium Rady Najwyższej Ukraińskiej SRR.
Od czerwca 1972 do lipca 1987 był premierem USRR.

## Odznaczenia
- Medal Sierp i Młot (1985)
- Order Lenina (sześciokrotnie – 1965, 1971, 1973, 1975, 1977, 1985)
- Order Bohdana Chmielnickiego (Ukraina) I klasy
- Order Księcia Jarosława Mądrego V klasy (29 grudnia 2000)
- Order Czerwonego Sztandaru Pracy (dwukrotnie – 1957 i 1958)
- Order Wojny Ojczyźnianej I klasy (1985)
- Order Sztandaru Węgierskiej Republiki Ludowej z Wieńcem Laurowym (Węgry)

## Literatura, linki
- Biogram Ołeksandr Laszko na portalu Gabinetu Ministrów Ukrainy
- Informacje (ros.)
- http://www.knowbysight.info/LLL/04784.asp